# Coniopteryx (Coniopteryx) callangana
Coniopteryx (Coniopteryx) callangana is een insect uit de familie van de dwerggaasvliegen (Coniopterygidae), die tot de orde netvleugeligen (Neuroptera) behoort. 
De wetenschappelijke naam Coniopteryx (Coniopteryx) callangana is voor het eerst geldig gepubliceerd door Enderlein in 1906.
De soort komt verspreid over een groot deel van het Neotropisch gebied voor.